# Dobro ugođeni klavir
Dobro ugođeni klavir (njem. Das wohltemperierte Klavier), BWV 846–893, naziv je dviju zbirki skladbi njemačkog skladatelja Johanna Sebastiana Bacha. Obje su sastavljene od 24 preludija i fuge napisanih u sva 24 tonaliteta. Općenito se smatraju jednim od najvažnijih djela u povijesti klasične glazbe.

## Povijest
U Bachovo vrijeme su se žice glazbala ugađale po danas zastarjelim sustavima ugađanja, što je značilo da enharmonija nije bila praktički izvediva; tonovi Cis i Des zvučali su drugačije, dok po današnjem ugađanju zvuče isto. Potaknut time, Bach je napisao prvu zbirku za dobro ugođeni klavir (iako je tada pojam "clavier" označavao sve instrumente s tipkama), želeći glazbalo na kojem je oktava podijeljena na 12 ravnomjernih intervala i u kojem svaki ton zvuči skladno.
Bitno je spomenuti kako je J. S. Bach djelovao i skladao u prijelazu između modalnog i tonalnog sustava, što se često vidi u njegovim koralima skladanim prije Dobro ugođenog klavira. Pisanje prve zbirke bilo je umnogome značajno za razvoj tonaliteta i sustava kojeg koristimo sve do danas.

## Sadržaj
Nakon svakog preludija slijedi fuga u istom tonalitetu. U obje zbirke prvi preludij i fuga su u C-duru, nakon čega slijede preludij i fuga u svom paralelnom molskom tonalitetu (c-mol). Zatim se prate sve tipke; svaki durski preludij i fuga praćeni su paralelnim molskim, svaki put se pomičući za pola tona: C → C♯ → D → E♭ → E → F → F♯ → ... završavajući sa... → B → H.
Može se reći da su široj, a i užoj publici najpoznatiji preludij i fuga u C-duru i u c-molu iz prve zbirke.
| - br. 1: Preludij i fuga u C-duru, BWV 846 - br. 2: Preludij i fuga u c-molu, BWV 847 - br. 3: Preludij i fuga u Cis-duru, BWV 848 - br. 4: Preludij i fuga u cis-molu, BWV 849 - br. 5: Preludij i fuga u D-duru, BWV 850 - br. 6: Preludij i fuga u d-molu, BWV 851 - br. 7: Preludij i fuga u Es-duru, BWV 852 - br. 8: Preludij u es-molu i fuga u dis-molu, BWV 853 - br. 9: Preludij i fuga u E-duru, BWV 854 - br. 10: Preludij i fuga u e-molu, BWV 855 - br. 11: Preludij i fuga u F-duru, BWV 856 - br. 12: Preludij i fuga u f-molu, BWV 857 - br. 13: Preludij i fuga u Fis-duru, BWV 858 - br. 14: Preludij i fuga u fis-molu, BWV 859 - br. 15: Preludij i fuga u G-duru, BWV 860 - br. 16: Preludij i fuga u g-molu, BWV 861 - br. 17: Preludij i fuga u As-duru, BWV 862 - br. 18: Preludij i fuga u gis-molu, BWV 863 - br. 19: Preludij i fuga u A-duru, BWV 864 - br. 20: Preludij i fuga u u a-molu, BWV 865 - br. 21: Preludij i fuga u B-duru, BWV 866 - br. 22: Preludij i fuga u b-molu, BWV 867 - br. 23: Preludij i fuga u H-duru, BWV 868 - br. 24: Preludij i fuga u h-molu, BWV 869 | - br. 1: Preludij i fuga u C-duru, BWV 870 - br. 2: Preludij i fuga u c-molu, BWV 871 - br. 3: Preludij i fuga u Cis-duru, BWV 872 - br. 4: Preludij i fuga u cis-molu, BWV 873 - br. 5: Preludij i fuga u D-duru, BWV 874 - br. 6: Preludij i fuga u d-molu, BWV 875 - br. 7: Preludij i fuga u Es-duru, BWV 876 - br. 8: Preludij i fuga u dis-molu, BWV 877 - br. 9: Preludij i fuga u E-duru, BWV 878 - br. 10: Preludij i fuga u e-molu, BWV 879 - br. 11: Preludij i fuga u F-duru, BWV 880 - br. 12: Preludij i fuga u f-molu, BWV 881 - br. 13: Preludij i fuga u Fis-duru, BWV 882 - br. 14: Preludij i fuga u fis-molu, BWV 883 - br. 15: Preludij i fuga u G-duru, BWV 884 - br. 16: Preludij i fuga u g-molu, BWV 885 - br. 17: Preludij i fuga u As-duru, BWV 886 - br. 18: Preludij i fuga u gis-molu, BWV 887 - br. 19: Preludij i fuga u A-duru, BWV 888 - br. 20: Preludij i fuga u u a-molu, BWV 889 - br. 21: Preludij i fuga u B-duru, BWV 890 - br. 22: Preludij i fuga u b-molu, BWV 891 - br. 23: Preludij i fuga u H-duru, BWV 892 - br. 24: Preludij i fuga u h-molu, BWV 893 |